# Ždiar

Ždiar (Zár en Hongrois), (Morgenröthe en Allemand) est un village du nord de la Slovaquie, situé dans le district de Poprad (Région de Prešov), à proximité de la frontière polonaise.

## Histoire
La première référence historique relative à Ždiar date de 1409.

## Démographie

### Évolution de la population
| Année:               | 1994. | 2004.   | 2014.   | 2024.   |
| -------------------- | ----- | ------- | ------- | ------- |
| Nombre de personnes: | 1323  | 1330    | 1382    | 1357    |
| Différence:          |       | +0,52 % | +3,90 % | -1,80 % |

| Année:               | 2023. | 2024.   |
| -------------------- | ----- | ------- |
| Nombre de personnes: | 1363  | 1357    |
| Différence:          |       | -0,44 % |

## Géographie
La ville est située à 896 mètres d'altitude, et couvre la superficie de 27.323 km².
Sa population est d'environ 1 330 personnes.

## Tourisme
La ville est connue pour les sports d'hiver. Trois domaines skiables sont situés à proximité de la ville :
- Bachledova (près de 10 km de pistes, près de 300 mètres de dénivelé, 11 remontées mécaniques)
- Strednica (3 km de pistes, 50 mètres de dénivelé, 9 téléskis)
- Strachan (une piste de 1 km de long, 170 mètres de dénivelé, 3 téléskis)